# قصر العويند

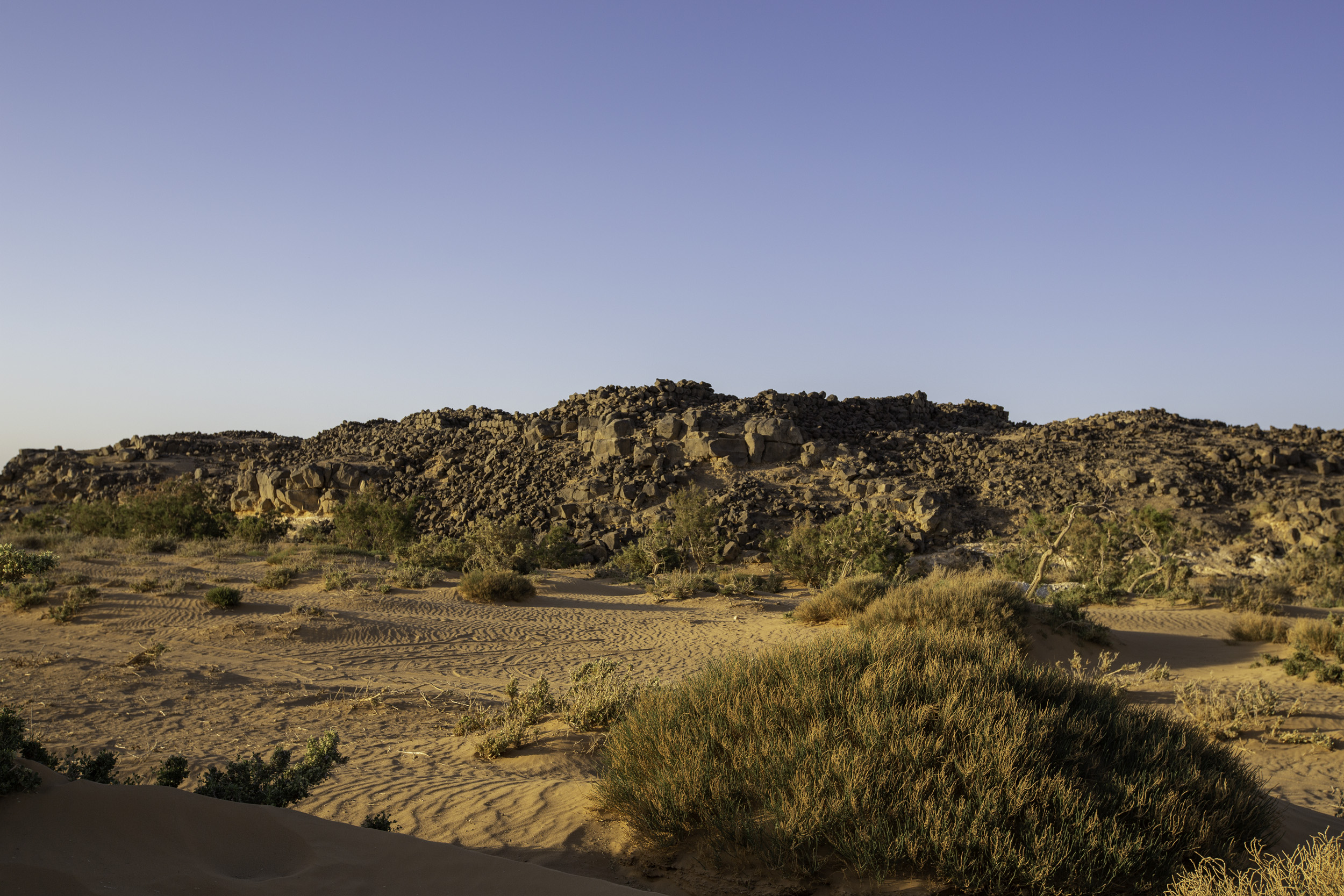

قصر العويند يقع القصر جنوب غرب الأزرق الجنوبي (الأردن) واقيم فوق مرتفع يشرف على روضة غنية بالاشجار وبني القصر من الحجارة البازلتية وله ساحة داخلية تحيط بها مجموعة من الغرف والمرجح انه قلعة رومانية كانت مركز حماية للطرق التجارية.